# S&M (альбом)
S&M (аббр. от Symphony and Metallica) — совместный концертный альбом американской группы Metallica и симфонического оркестра Сан-Франциско под управлением Майкла Кэймена, вышедший в 1999 году.
S&M — запись концертного выступления группы совместно с симфоническим оркестром Сан-Франциско в 1999 году. Группа сыграла песни из всех своих вышедших на тот момент альбомов (кроме первого, Kill ’Em All 1983), начиная с Ride the Lightning (1984) и заканчивая ReLoad (1997), а также две новые на тот момент песни — «-Human» и «No Leaf Clover», а композицию «The Ecstasy of Gold» (Эннио Морриконе) первым номером исполнил оркестр.
Композитор Майкл Кэймен был дирижёром, а также написал партии симфонических инструментов.

## Список композиций
Диск 1
1. «The Ecstasy of Gold» (кавер-версия Эннио Морриконе, изначально написана для фильма «Хороший, плохой, злой») — 2:30
2. «The Call of Ktulu» (оригинальная версия в альбоме Ride the Lightning) — 9:32
3. «Master of Puppets» (оригинальная версия в альбоме Master of Puppets) — 8:53
4. «Of Wolf and Man» (оригинальная версия в альбоме Metallica) — 4:18
5. «The Thing That Should Not Be» (оригинальная версия в альбоме Master of Puppets) — 7:25
6. «Fuel» (оригинальная версия в альбоме ReLoad) — 4:35
7. «The Memory Remains» (оригинальная версия в альбоме ReLoad) — 4:41
8. «No Leaf Clover» (новая композиция, авторы: Джеймс Хэтфилд и Ларс Ульрих) — 5:42
9. «Hero of the Day» (оригинальная версия в альбоме Load) — 4:43
10. «Devil’s Dance» (оригинальная версия в альбоме ReLoad) — 5:25
11. «Bleeding Me» (оригинальная версия в альбоме Load) — 9:00

Диск 2
1. «Nothing Else Matters» (оригинальная версия в альбоме Metallica) — 6:46
2. «Until It Sleeps» (оригинальная версия в альбоме Load) — 4:29
3. «For Whom the Bell Tolls» (оригинальная версия в альбоме Ride the Lightning) — 4:51
4. «-Human» («Minus Human») (новая композиция, авторы: Джеймс Хэтфилд и Ларс Ульрих) — 4:19
5. «Wherever I May Roam» (оригинальная версия в альбоме Metallica) — 7:00
6. «Outlaw Torn» (оригинальная версия в альбоме Load) — 9:57
7. «Sad But True» (оригинальная версия в альбоме Metallica) — 5:24
8. «One» (оригинальная версия в альбоме …And Justice for All) — 7:51
9. «Enter Sandman» (оригинальная версия в альбоме Metallica) — 7:38
10. «Battery» (оригинальная версия в альбоме Master Of Puppets) — 7:23

## DVD-версия
Metallica также сняли и выпустили концерт на DVD и VHS. Концерт был снят режиссером Уэйном Ишэмом. VHS-версия содержит только запись концерта, а DVD-версия, в состав которой входят два диска, включает также 41-минутную документальную запись, посвящённую концерту, два клипа песни «No Leaf Clover», для четырёх песен («Of Wolf And Man», «Fuel», «Sad But True» и «Enter Sandman») доступна функция DVD «multi-angle», то есть просматривая запись этих песен, можно наблюдать за каждым из участников группы отдельно. Звук на DVD версии записан в формате 5.1. Кроме этого, присутствуют три звуковые дорожки в формате 2.0, где можно слышать звучание группы и оркестра вместе и по-отдельности.

## В работе над альбомом участвовали

### Metallica
- Джеймс Алан Хэтфилд — гитара, вокал
- Кирк Ли Хэмметт — гитара, бэк-вокал
- Ларс Ульрих — ударные
- Джейсон Ньюстед — бас-гитара, бэк-вокал

### Симфонический оркестрСан-Франциско
- Майкл Кэймен — дирижёр
- Eric Achen, Joshua Garrett, Douglas Hull, Jonathan Ring, Bruce Roberts, Robert Ward, James Smelser — валторна
- David Teie, Richard Andaya, Barara Bogatin, Jill Rachuy Brindel, David Goldblatt — виолончель
- Jeremy Constant, Daniel Banner, Enrique Bocedi, Paul Brancato, Catherine Down, Bruce Freifeld, Connie Gantsweg, Michael Gerling, Frances Jeffrey, Judiyaba, Yukiko Kamei, Naomi Kazama, Kum Mo Kim, Yasuko Hattori, Melissa Kleinbart, Chumming Mo Kobialka, Daniel Kobialka, Rudolph Kremer, Kelly Leon-Pearce, Diane Nicholeris, Florin Parvulescu, Anne Pinsker, Victor Romasevich, Philip Santos, Peter Shelton — скрипка
- Chris Bogios, Glenn Fischthal, Andrew McCandless, Craig Morris — труба
- Steven Braunstein, Stephen Paulson, Rob Weir — фагот
- Charles Chandler, Laurence Epstein, Chris Gilbert, William Ritchen, Stephen Tramontozzi, S. Mark Wright — контрабас
- Anthony J. Cirone, Ray Froelich, Thomas Hemphill, Artie Storch — перкуссия
- Don Ehrlich, Gina Feinauer, David Gaudry, Christina King, Yun Jie Liu, Seth Mausner, Nanci Severance, Geraldine Walther — альт
- John Engelkes, Tom Hornig, Paul Welcomer, Jeff Budin — тромбон
- Julie Ann Giacobassi, Eugene Izotov, Pamela Smith — гобой
- David Herbert — литавры
- Linda Lukas, Catherine Payne, Paul Renzi — флейта
- Sheryl Renk, Anthony Striplen, Luis Beez — кларнет
- Douglas Rioth — арфа
- Marc Shapiro — клавишные
- Peter Wahrhaftig — туба

### Продюсирование
- Боб Рок, Джеймс Алан Хэтфилд, Ларс Ульрих, Майкл Кэймен — продюсеры
- Боб Рок, Randy Staub — звукорежиссёры
- Randy Staub, Ovidiu Nistor — микширование
- George Marino — мастеринг
- Billy Bowers, Paul DeCarli, Mike Gillies, Darren Grahn — цифровая обработка
- Stephen McLaughlin — запись
- John Vrtacic — технический ассистент
- James Brett, Darren Grahn, Billy Konkel, Leff Lefferts, Kent Matcke, Stephen McLaughlin — ассистенты
- Geoffrey Alexander, Ted Allen, Pete Anthony, Bruce Babcock, Chris Boardman, Bob Elhai, Майкл Кэймен, Blake Neely, Jonathan Sacks, Brad Warnaar — партии симфонических инструментов
- James Brett, Blake Neely, Michael Price — подготовка музыки
- Vic Fraser, Blake Neely — ответственные за копирование
- Майкл Кэймен — аранжировщик
- Andie Airfix — дизайн
- Антон Корбейн — фотограф
- Майкл Кэймен — заметки альбома

## Награды

### Грэмми
| Год  | Победитель          | Категория                              |
| ---- | ------------------- | -------------------------------------- |
| 2000 | «The Call of Ktulu» | Лучшее инструментальное рок-исполнение |

## Позиции в чартах
| Чарт (1999)                         | Высшая позиция |
| ----------------------------------- | -------------- |
| Австралия (ARIA)                    | 1              |
| Бельгия/Валлония (Ultratop)         | 16             |
| Финляндия (Suomen virallinen lista) | 2              |
| Франция (SNEP)                      | 7              |
| Германия (Media Control)            | 1              |
| Новая Зеландия (RMNZ)               | 11             |
| Норвегия (VG-lista)                 | 1              |
| Швеция (Sverigetopplistan)          | 1              |
| Великобритания (UK Albums Chart)    | 33             |
| США (Billboard 200)                 | 2              |

| Чарт (2000)                     | Высшая позиция |
| ------------------------------- | -------------- |
| Австрия (Ö3 Austria)            | 3              |
| Бельгия/Фландрия (Ultratop)     | 4              |
| Нидерланды (Album Top 100)      | 2              |
| Швейцария (Schweizer Hitparade) | 4              |

| Год  | Сингл            | Чарт                   | Позиция |
| ---- | ---------------- | ---------------------- | ------- |
| 1999 | «No Leaf Clover» | Mainstream Rock Tracks | 1       |
| 1999 | «No Leaf Clover» | Modern Rock Tracks     | 18      |
| 2000 | «No Leaf Clover» | Billboard Hot 100      | 74      |

## Сертификации

### Альбом
| Регион | Сертификация  | Продажи    |
| --- | ------------- | ---------- |
| Австралия (ARIA) | Платиновый    | 70 000^    |
| Австрия (IFPI Austria)                                                                                                   | Платиновый    | 50 000*    |
| Канада (Music Canada) | 3× Платиновый | 300 000^   |
| Франция (SNEP) | Золотой       | 100 000*   |
| Германия (BVMI) | 5× Золотой    | 750 000    |
| Новая Зеландия (RMNZ) | 2× Платиновый | 30 000^    |
| Польша (ZPAV) | 2× Платиновый | 200 000*   |
| Швейцария (IFPI Switzerland)                                                                                             | 2× Платиновый | 100 000^   |
| Великобритания (BPI) | Золотой       | 100 000^   |
| США (RIAA) | 5× Платиновый | 5 531 000^ |
| Итого |               |            |
| Европа (IFPI) | 2× Платиновый | 2 000 000* |
| * Данные о продажах приведены только на основе сертификации. ^ Данные о тиражах приведены только на основе сертификации. |               |            |

### Видео
| Регион | Сертификация  | Продажи  |
| --- | ------------- | -------- |
| Австралия (ARIA) | 7× Платиновый | 105 000^ |
| Австрия (IFPI Austria)                                                                                                   | Золотой       | 5000*    |
| Бразилия (ABPD) | Платиновый    | 50 000*  |
| США (RIAA) | 6× Платиновый | 600 000^ |
| * Данные о продажах приведены только на основе сертификации. ^ Данные о тиражах приведены только на основе сертификации. |               |          |